# Viola leucopetala
Viola leucopetala är en violväxtart som beskrevs av Josef Murr och Poll. Viola leucopetala ingår i släktet violer, och familjen violväxter. Inga underarter finns listade i Catalogue of Life.